# Francesc Gras Rebull
Francesc Gras Rebull (Reus 14 d'abril de 1895 - 15 d'agost de 1970) va ser un metge oftalmòleg català.
Fill del també oftalmòleg Francesc Gras Fortuny, de Reus i de Rosa Rebull de Ponce, de Puerto Rico, va estudiar a la Universitat de Barcelona i es va especialitzar en Oftalmologia a l'Instituto Oftalmológico de Madrid i a l'Hospital Lariboisière de París. Va exercir la seva especialitat sempre a Reus.
Va presidir l'Assemblea Local de la Creu Roja, i era cap d'oftalmologia de l'Hospital de Sant Joan. També va prestar serveis a l'Institut Pere Mata i a una mútua privada reusenca. Va continuar el despatx del seu pare exercint medicina privada, i va ser també vicepresident de la Cambra Oficial de la Propietat Urbana i president de la societat Companyia Reusenca de Tramvies. Segons Josep Olesti era una persona de tracte senzill i afable i tenia un ben merescut prestigi. Va viure al carrer de les Galanes número 6.
El seu fill fou Francesc Gras Salas, cronista local i també oftalmòleg com el seu pare i avi.